# Fred Erdman
Frederik Erdman, detto Fred (Anversa, 13 agosto 1933 – 10 aprile 2021), è stato un avvocato e politico belga.

## Biografia
Figlio di un immigrato polacco-ebreo, durante la Seconda guerra mondiale fu costretto a nascondersi. Si è formato alla Vrije Universiteit Brussel, dove si è laureato in scienze politiche e amministrazione, e ha conseguito un dottorato in giurisprudenza. Ha praticato la professione di avvocato, è stato anche insegnante accademico presso la sua alma mater. Negli anni 1984-1986 è stato a capo del bar municipale di Anversa.
È stato coinvolto in attività politiche all'interno del Partito Socialista fiammingo. Negli anni 1984-1988 è stato consigliere di Anversa e dal 1988 al 1999 membro del Senato federale. Negli anni 1988-1992 è stato vicepresidente della camera alta del Parlamento belga, poi per sette anni è stato a capo della fazione del Senato del suo partito. Negli anni 1998-1999 è stato presidente del Partito socialista. Nel periodo 1999-2003, ha ricoperto il mandato di deputato alla Camera dei rappresentanti.